# 핀란드의 세계유산

핀란드의 세계유산은 세계유산 위원회를 거쳐 유네스코 세계유산에 등재된 핀란드의 세계유산을 일컫는다. 핀란드는 1987년 3월 4일 유네스코 협약에 비준한 이래, 6건의 문화유산과, 1건의 자연유산을 보유하고 있다.

## 목록

### 문화유산
| No. | 사진 | 등록명                          | 소재지                                                                                  | 등록년도 | 등록기준      | 유네스코 지정번호 | 비고             |
| 1   |      | 라우마 옛 시가지                | 사타쿤타                                                                                | 1991년   | (ⅳ), (ⅴ)      | 582               |                  |
| 2   |      | 수오멘린나 요새                 | 우시마                                                                                  | 1991년   | (ⅳ)           | 583               |                  |
| 3   |      | 페테예베시 옛 교회              | 중앙수오미 지역                                                                         | 1994년   | (ⅳ)           | 584               |                  |
| 4   |      | 벨라의 제재 · 판지 공장         | 퀴멘락소 지역                                                                           | 1996년   | (ⅳ)           | 751               |                  |
| 5   |      | 사말라덴마키 청동기 시대 매장지 | 사타쿤타                                                                                | 1999년   | (ⅱ), (ⅳ)      | 579               |                  |
| 6   |      | 스트루베 측지 아크              | 핀란드 노르웨이 스웨덴 러시아 에스토니아 라트비아 리투아니아 벨라루스 몰도바 우크라이나 | 2005년   | (ⅱ), (ⅲ), (ⅵ) | 1187              | 10개국 공동 등재 |

### 자연유산
| No. | 사진 | 등록명                      | 소재지                                    | 등록년도 | 등록기준 | 유네스코 지정번호 | 비고               |
| 1   |      | 크바르켄 군도와 하이 코스트 | 핀란드 포흐얀마 스웨덴 베스테르노를란드주 | 2000년   | (ⅷ)      | 898               | 스웨덴과 공동 등재 |